# Runearkivet
Runearkivet vid Universitetet i Oslo är ett forskningsarkiv för norska runinskrifter och motsvarighet till det svenska Runverket. 

## Verksamhet
Runearkivet är ett nationellt forskningsarkiv över de 1600 norska runinskrifterna från mitten av 100-talet och fram till 1500-talet. Runearkivet publicerar sedan 1986 den årliga tidskriften Nytt om runer. I denna tidskrift publiceras löpande runfynd från hela Europa.

## Runologer verksamma vid Runearkivet
- Aslak Liestøl
- James E. Knirk